# Marolles-sur-Seine
Marolles-sur-Seine – miejscowość i gmina we Francji, w regionie Île-de-France, w departamencie Sekwana i Marna. Przez miejscowość przepływa Sekwana. 
Według danych na rok 1990 gminę zamieszkiwało 1239 osób, a gęstość zaludnienia wynosiła 61 osób/km² (wśród 1287 gmin regionu Île-de-France Marolles-sur-Seine plasuje się na 585. miejscu pod względem liczby ludności, natomiast pod względem powierzchni na miejscu 71.).